# Сборная Израиля по регби
Сборная Израиля по регби (ивр. בחרת ישראל ברוגבינ‎) представляет Израиль в соревнованиях по регби-15 высшего уровня. Команда управляется Израильским регбийным союзом. По состоянию на 9 сентября 2019 года сборная занимает 61-е место в международном рейтинге IRB.
Коллектив проводит домашние матчи на стадионе Университета Уингейта в Нетании. В регионе проживает большое число англоязычных иммигрантов.

## История
Регби известно в Израиле благодаря британским солдатам времён мандата. Тем не менее, после отъезда европейцев вид спорта перестал развиваться. С 1967 года поток иммигрантов из англоязычных стран стал достаточно большим, и интерес к игре возродился. Особенно популярным регби является в Раанане и Иерусалиме.

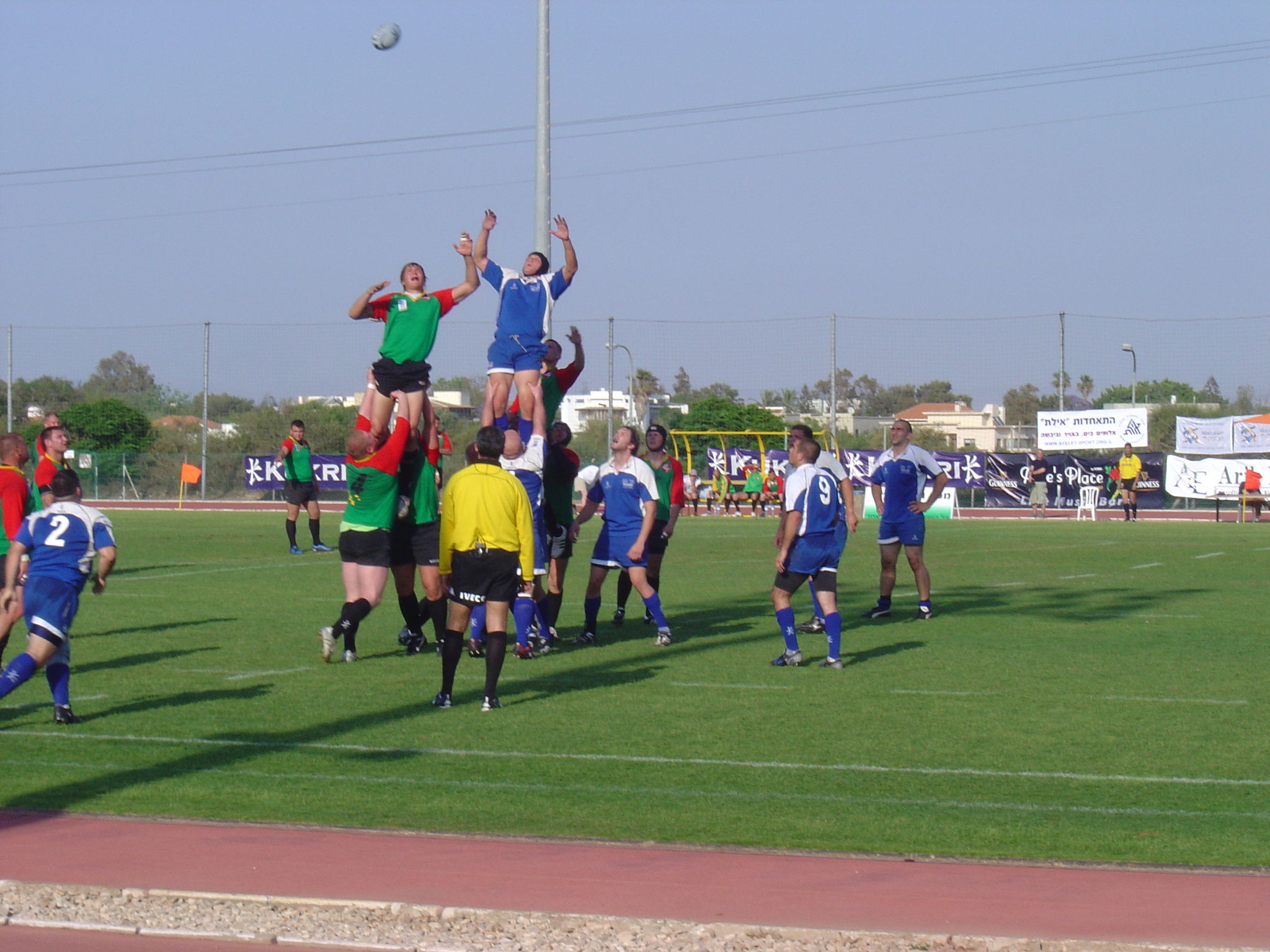
Израиль против Литвы, 2009 год.

В 1972 году был создан национальный чемпионат, а ещё через три года — регбийный союз. Первый матч сборной состоялся 25 мая 1981 года, соперником выступили швейцарцы (9:9). В 1988 году национальный союз стал членом IRB, благодаря чему смог участвовать в отборе к чемпионату мира в 1991 году. Команда попала в одну группу со Швейцарией, Данией и Швецией и уступила во всех матчах.
Следующий отборочный цикл стал более удачным: сборная разгромила венгров (67:8) в предварительном раунде, однако первый раунд снова стал для команды последний. В двух матчах из трёх проведённых израильтяне не набрали ни одного очка. Новая квалификация прошла по уже привычному сценарию. Израиль покинул число претендентов по итогам группового этапа отборочного раунда. Впрочем, команда заняла не последнее место в группе и смогла переиграть австрийцев. Таким же образом завершилась кампания 2003 года — сборная стала четвёртой в группе из шести команд. В преддверии французского кубка мира израильтяне не вышли даже в первый раунд, дважды крупно уступив Литве (0:53 и 7:60).
11 мая 2009 года сборная выиграла у Словении (26:19), но 23 мая снова проиграла Литве (3:19). Таким образом, команда в очередной раз не выполнила задачу выхода на кубок мира. Эти игры стали первыми матчами сборной, показанными на телевидении.

## Результаты
По состоянию на 12 мая 2013 года.
| Соперник             | Матчи | Победы | Поражения | Ничьи | Доля побед |
| -------------------- | ----- | ------ | --------- | ----- | ---------- |
| Австрия              | 3     | 2      | 1         | 0     | 67 %       |
| Азербайджан          | 1     | 1      | 0         | 0     | 100 %      |
| Андорра              | 2     | 1      | 1         | 0     | 50 %       |
| Армения              | 3     | 0      | 3         | 0     | 0 %        |
| Болгария             | 5     | 4      | 1         | 0     | 80 %       |
| Босния и Герцеговина | 5     | 3      | 2         | 0     | 60 %       |
| Венгрия              | 4     | 3      | 1         | 0     | 75 %       |
| Греция               | 2     | 2      | 0         | 0     | 100 %      |
| Дания                | 3     | 1      | 2         | 0     | 33 %       |
| Латвия               | 1     | 0      | 1         | 0     | 0 %        |
| Литва                | 4     | 0      | 4         | 0     | 0 %        |
| Люксембург           | 8     | 5      | 3         | 0     | 63 %       |
| Молдова              | 1     | 0      | 1         | 0     | 0 %        |
| Монако               | 1     | 1      | 0         | 0     | 100 %      |
| Нидерланды           | 1     | 0      | 1         | 0     | 0 %        |
| Норвегия             | 5     | 4      | 1         | 0     | 80 %       |
| Сербия               | 4     | 1      | 3         | 0     | 25 %       |
| Словения             | 3     | 1      | 2         | 0     | 33 %       |
| Швейцария            | 5     | 0      | 3         | 2     | 0 %        |
| Швеция               | 3     | 0      | 3         | 0     | 0 %        |
| Украина              | 1     | 0      | 1         | 0     | 0 %        |
| Финляндия            | 5     | 4      | 1         | 0     | 80 %       |
| Хорватия             | 1     | 0      | 1         | 0     | 0 %        |
| Чехия                | 1     | 0      | 1         | 0     | 0 %        |
| Всего                | 72    | 33     | 37        | 2     | 46 %       |

## Известные игроки
- Нейтан Амос[англ.]
- Евгений Захаров (1995—1998)[3]